# Engaewa
Engaewa là một chi tôm càng đào hang thuộc họ Parastacidae. 

## Các loài
Chi Engaewa có 5 loài được công nhận, tất cả đều là loài đặc hữu của những vùng có lượng mưa cao ở phía tây nam Tây Úc, từ Dunsborough đến Albany. Tất cả đều có kích thước nhỏ (tối đa 5 cm), và chỉ được tìm thấy ở các đầm lầy nước ngọt và các khu vực nếp gấp. Ba trong số năm loài được liệt kê trong Sách đỏ IUCN là "nguy cấp" (EN) hoặc "cực kỳ nguy cấp" (CR), trong khi hai loài còn lại được liệt kê là "Ít quan tâm":
| Loài                  | Tác giả               | EPBCA                 | IUCN  |
| --------------------- | --------------------- | --------------------- | ----- |
| Engaewa pseudoreducta | Horwitz & Adams, 2000 | critically endangered | [ 2 ] |
| Engaewa reducta       | Riek, 1967            | endangered            | [ 3 ] |
| Engaewa similis       | Riek, 1967            | —                     | [ 4 ] |
| Engaewa subcoerulea   | Riek, 1967            | —                     | [ 5 ] |
| Engaewa walpolea      | Horwitz & Adams, 2000 | endangered            | [ 6 ] |